# Vincenzo de' Rossi
Vincenzo de' Rossi ou  Vincenzo Rossi da Fiesole, né à Fiesole en 1525 et mort à Florence le 3 mars 1587 est un sculpteur italien de l'école florentine.

## Biographie

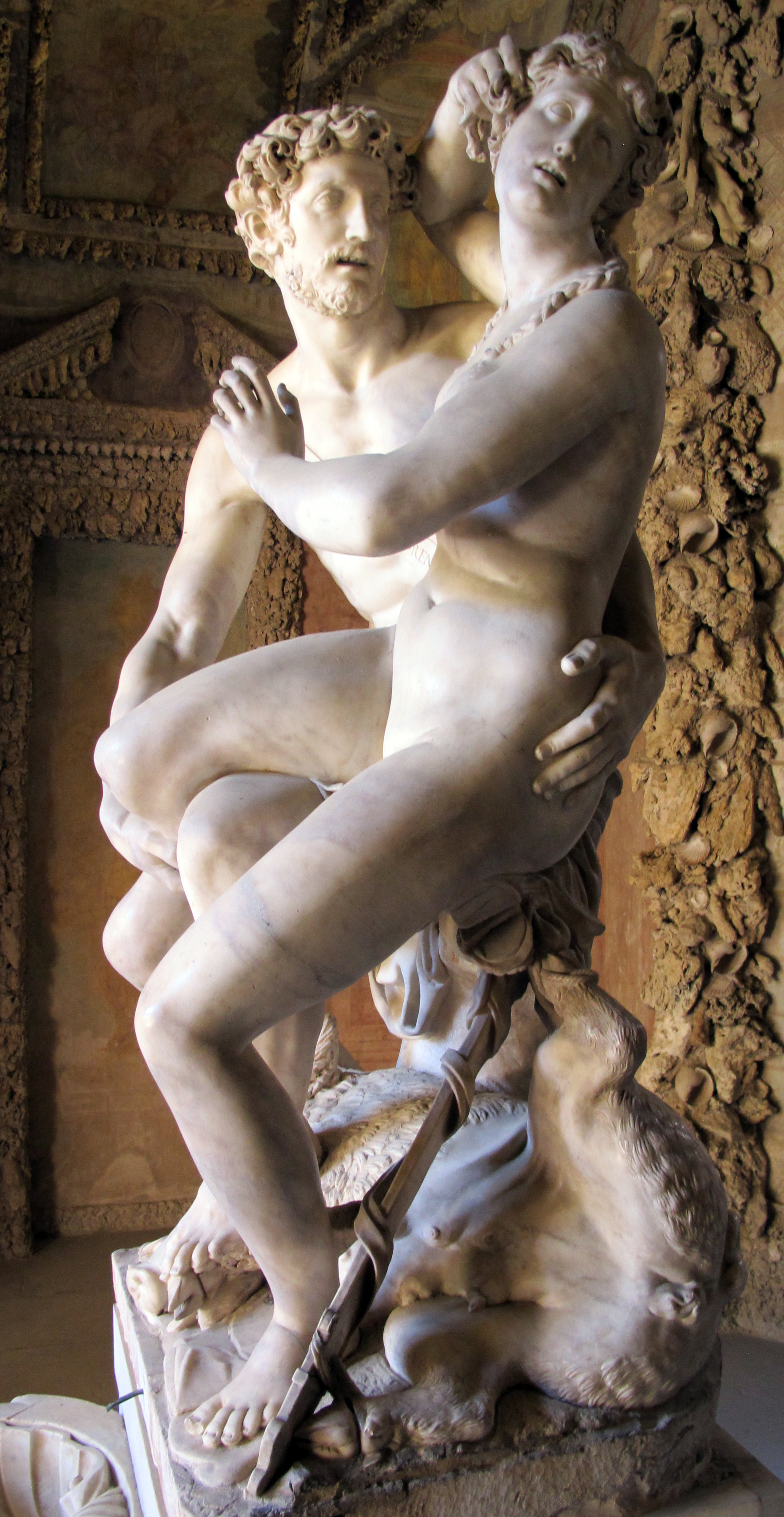
L'Enlèvement d'Hélène par Pâris, Florence, jardin de Boboli, grotte de Buontalenti.

Vincenzo de' Rossi commence sa carrière avec Baccio Bandinelli.
En 1546, considérant son apprentissage abouti, il part pour Rome où il reçoit sa première commande en 1547 pour une statue de Jésus et saint Joseph, placée dans une chapelle du Panthéon de Rome, sur une demande de l'Académie pontificale des beaux-arts et des lettres des virtuoses au Panthéon, une société d'artistes semblable à l'Accademia di San Luca.
Un autre œuvre de sa période romaine est le Buste d'Uberto Strozzi à la basilique de la Minerve (1553).
Retourné ensuite à Florence, ses principales œuvres sont conservées au Palazzo Vecchio, au jardin de Boboli, au palais du Bargello et devant la Villa di Poggio Imperiale.

## Œuvres
- Florence :
  - jardin de Boboli, grotte de Buontalenti : L'Enlèvement d'Hélène par Pâris.
  - musée national du Bargello :
    - Adonis mourant ;
    - Montée au Calvaire ;
    - Le Christ aux outrages ;
    - Le Christ devant Pilate.

  - Palazzo Vecchio :
    - Naïade ;
    - Hercule et Diomède.

  - Villa di Poggio Imperiale : Atlas soutenant le monde, 1568.
- Rome, église Sainte-Marie de la Paix : Saint Paul.

Œuvres de Vincenzo de' Rossi
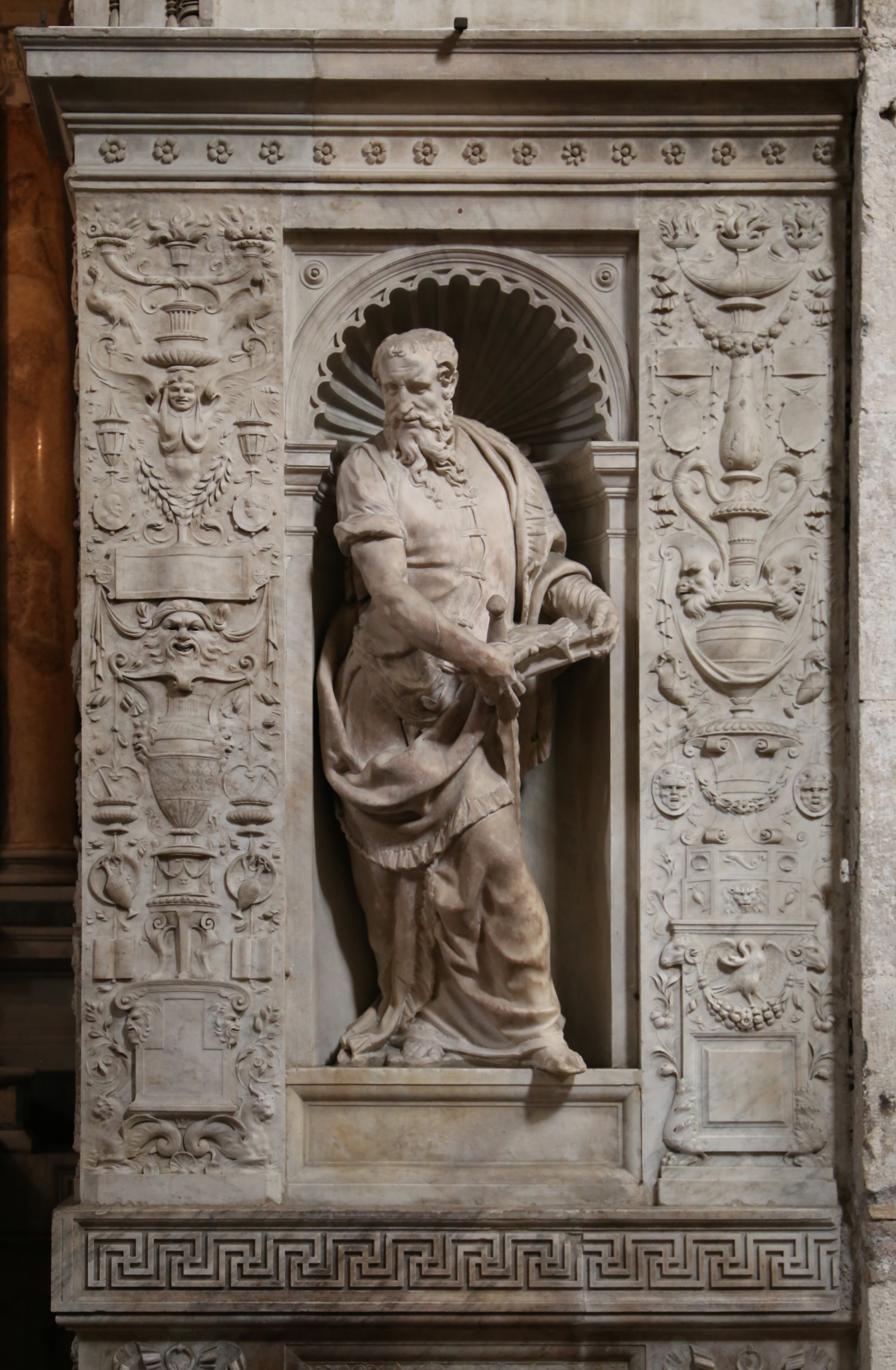
Saint Paul, Rome, église Sainte-Marie de la Paix.
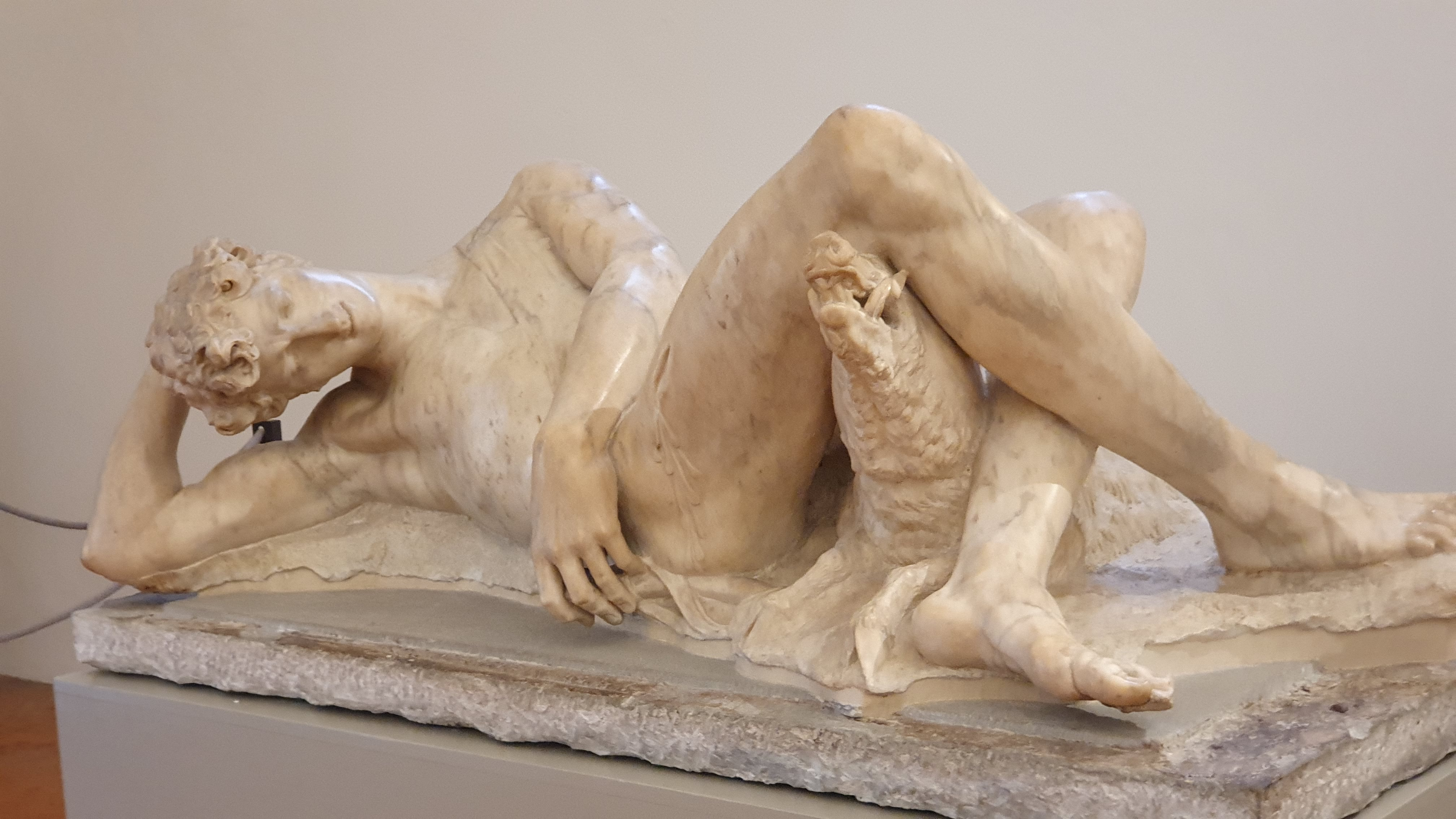
Adonis mourant, Florence, musée national du Bargello.
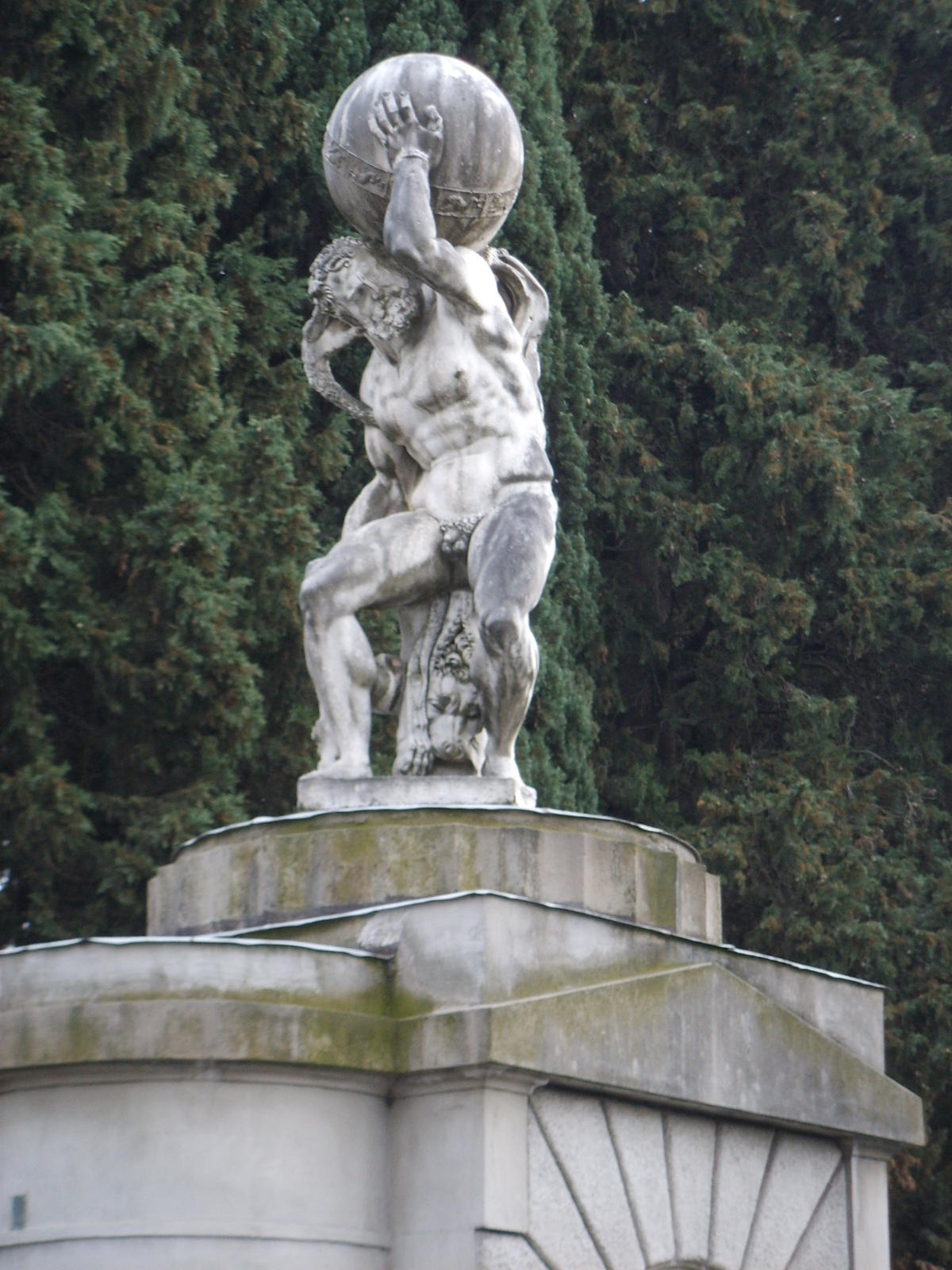
Atlas soutenant le monde (1568), Florence, Villa di Poggio Imperiale.
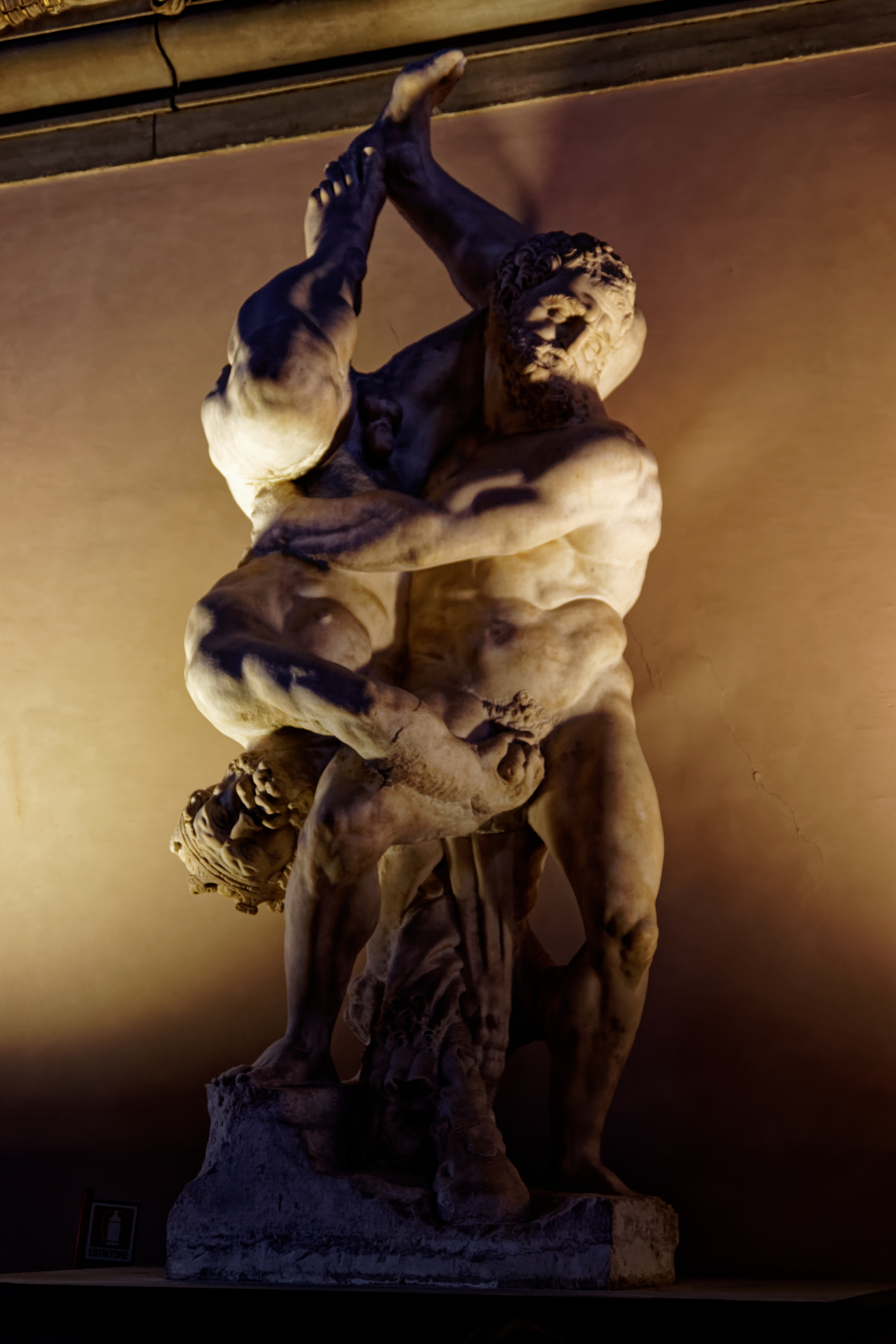
Hercule et Diomède, Florence, Palazzo Vecchio.
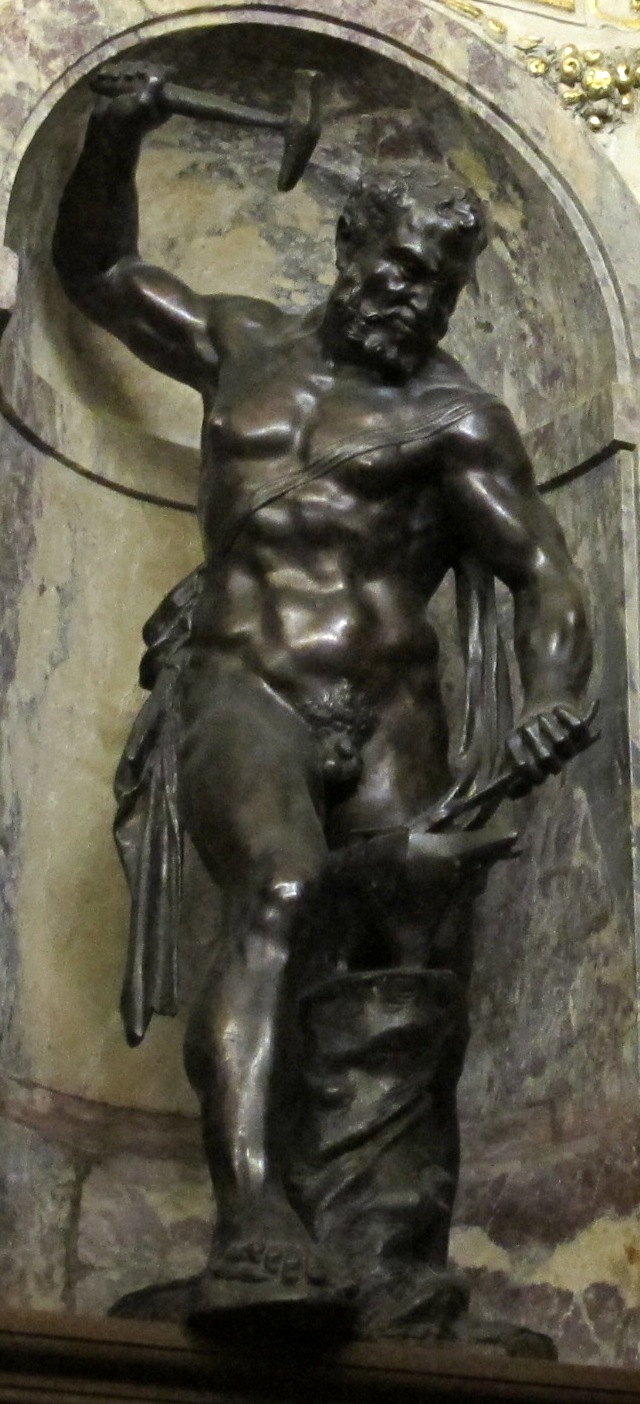
Vulcain, Florence, Palazzo Vecchio.

## Source
- (it) Cet article est partiellement ou en totalité issu de l’article de Wikipédia en italien intitulé « Vincenzo de' Rossi » (voir la liste des auteurs).